# 第20期本因坊戦
第20期本因坊戦（だい20きほんいんぼうせん）は、1964年（昭和39年）に挑戦者決定リーグ戦を開始し、1965年4月から本因坊栄寿（坂田栄男）に、山部俊郎九段が初挑戦する七番勝負が行われ、坂田が4連勝で防衛、5連覇を果たした。これにより坂田は高川格の前例にならって、引退後に名誉本因坊を名乗る資格を得た。

## 方式
- 参加棋士 : 日本棋院・関西棋院の棋士の初段以上。
- 予選は、日本棋院と関西棋院それぞれで、1次予選、2次予選を行い、その勝ち抜き者による合同の3次予選で4名の新規リーグ参加者を決める。
- 挑戦者決定リーグ戦は、前期シード者と新参加4名を加えた8名で行う。
- コミは4目半。
- 持時間は、2次・3次予選は各6時間、リーグ戦は各9時間、挑戦手合は各10時間。

## 経過

### 予選トーナメント
新規リーグ参加者は、藤沢秀行九段、篠原正美八段、関西棋院の宮本直毅八段、初参加の林海峰七段の4名。

### 挑戦者決定リーグ
リーグ戦は前期シードの、前期挑戦者高川格、及び木谷實、橋本宇太郎、山部俊郎と、新参加4名で、宮本と林の二人が昭和生まれ。木谷實はリーグ開始直前の他棋戦の対局中に倒れ、病気欠場・リーグ陥落となった。このためリーグ戦は7名により、1964年11月25日から翌年3月24日までで行われた。その結果、高川、橋本、藤沢、山部の4人が4勝2敗の同率となり、4人によるプレーオフを勝ち抜いた山部が初の挑戦者となった。プレーオフ前に呉清源が、山部が麻雀に強いことから「四人ですることは、なんでも山部さんが上手ですよ」と予想したのが当たることになった。山部はリーグ中の1月に母を亡くし、その葬儀のために高川-山部戦が一週間延期されることもあった。
プレーオフ : 1回戦 山部-藤沢、橋本-高川、決勝戦 山部-橋本

### 挑戦手合七番勝負
坂田本因坊に山部俊郎が挑戦する七番勝負は1965年4月から開始された。これまで準優勝3回とタイトルに縁がなかった山部は、開始前には「せっかくなった挑戦者だから、一番ここで坂田さんとぶつかってみて、その碁から何ものかを吸収してみたい」と語り、後援会である山桜会による激励の会では「坂田さんの強さがどういうものか、じっくり見物したいと思います」と挨拶し、闘志をのぞかせた。
第1局は三重県二見町の朝日館で行われた。観戦記の榊山潤は「山部九段の登場は今期の本因坊戦に新鮮な色彩を与え、その興味を倍化させる。内に睡って未知数なものがこの機会に雲を呼べば、当代坂田本因坊も食い破られるかも知れない」と書いている。序盤右下隅の二間高バサミから新型となったが、先番山部は中盤で中央の黒石のサバキで白の痛撃を受け、また地を優先する自身の碁風と逆の消極的な手を打ったことからその後も生彩を欠いて、白番坂田が178手まで中押勝ち。第2局は秋田県湯瀬温泉の湯瀬ホテルで行われた。、白の山部は上辺でコウ含みの攻め合いの道を選ぶが、黒も強手で白の大石を取り、コウ材で連打された左辺の石も巧妙にシノいで逆に黒の大石を取り、129手まで黒中押し勝ちし、坂田が2連勝。二日目午前中の早い終局となった。山部は対局前に風邪で体調を崩しており、対局中に医師の診察を受けるほどだった。
第3局は広島市三滝荘で行われ、「原爆下の対局」から20年目にあたるために、両対局者および当時にゆかりのある瀬越憲作名誉九段、橋下宇太郎九段、三輪芳郎八段が特別参加して、対局前日の5月16日に市内の西本願寺にて原爆物故者法要が行われた。中盤まで白番山部が黒の大石を激しく攻めて有望な局面となったが、後半じりじりと追い上げられ、錯覚から上辺の黒石をもぎ取られて逆転、154手まで白中押し勝ち、坂田が3連勝となった。
第4局は宮崎県えびの高原ホテルで行われた。白番山部の両目外しで始まり、序盤から中盤まで白が優勢で必勝の碁と言われた。普通にヨセれば白よしだったが、白は右下隅の黒の大石の目を奪うコウを仕掛け、コウ材の対応を誤り、コウも負けて坂田が逆転、295手完黒8目半勝ち。坂田が4連勝で防衛、5連覇となって、またタイトル戦決勝で16連勝、本因坊戦七番勝負で10連勝という記録を作った。中盤の坂田の粘りについて江崎誠致の観戦記では「こういうところの坂田の強さは抜群である。細い綱渡り曲芸を演じているのだが、彼が張ったその綱は、ピアノ線のように強靭である」と書かれ、また第3、4局で力を見せた山部は「どうにかやれそうだ、という気がしてきたときは勝負は終わってしまっていた。そういう感じです」と語ったと記されている。一方この年の名人戦では林海峰が坂田に初挑戦してタイトル獲得し、新旧交代が演じられた。

## 対局譜

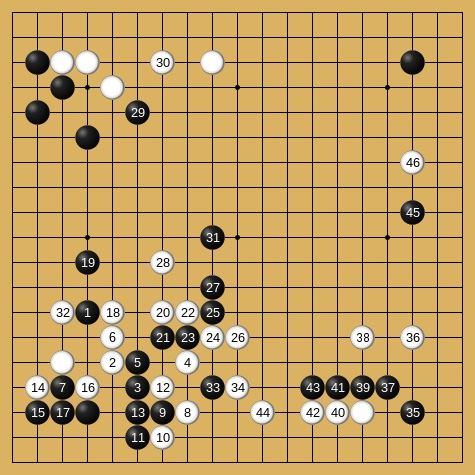
第4局（13-58手目）

山部は第3局の黒番で両目外しを打ったが、第4局でも白番で両目外しで挑んだ。第3局では山部の得意な大斜ガケから主導権をとられたことから、坂田はは左上隅で先手を取って、左下隅で黒1（13手目）のハサミに手を回した。黒の一間高バサミに対して、白2から白4と5線からのぞんだのも、橋本宇太郎創案だが、山部愛用の手法。黒7のコスミツケに白8を占めたのは右下が目外しなことによる。黒9のコスミツケに、すかさず白10、12、14、18とハネとアテを決めたのもこの場合は実戦な手法で、続いて白20と生きている石を封鎖したのも、左右の配石から好手だった。黒としても21から出切って戦いを起こすしかない。黒33は坂田一流の様子見だが、この場合は白33とツケられて善悪不明。この後右下で黒35からカカった時に白38と二間に挟んだのが、白44までで黒33の動きを封じて巧妙だった。黒45に白46と挟んで相手の地を減らす手から行くのも山部の碁風。この後右下の黒の生死に坂田の見損じがあり、白から二段コウにして目を取りにいく手が残ったが、コウが無くても白に有望な形勢となった。しかし山部はこの時に形勢判断を誤り、白212でコウを仕掛けて行ったが、コウ立てに損コウを打ち、コウ争いも負けてしまって、8目半負けとなった。終盤まで白優勢だったこの碁は、山部の師匠向井一男七段をして「白番の名局」と言わしめた。

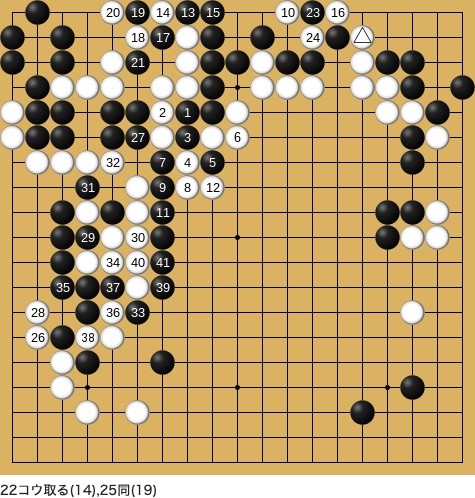
第2局（88-121手目）

左辺の黒の大模様を白が荒らし、黒は左上の白地を荒らす展開となった。左上の白石に弱点があるが、白番山部は△（88手目）と打って勝負に出た。しかし坂田の黒1（89手目）から黒9が鋭い反撃で、白10と眼を取って攻め合いだが白20までのコウ争いになる。しかしコウ材は黒が有利で、黒21から27の好筋で白を取り切る。白のコウ替わりは26、28だが、黒33でこの黒は捕まらず、白36以下は玉砕に出たもので、黒41（121手目）までで白投了となった。この後左辺の攻め合いは白の2手ヨセコウとなる。白10で11に押さえても、白は7の左に打ち、11の右にコウ材ができる。山部は体調が悪い状態での対局ではあったが、坂田には疑問手らしき手もなく完勝と言っていい碁だった。

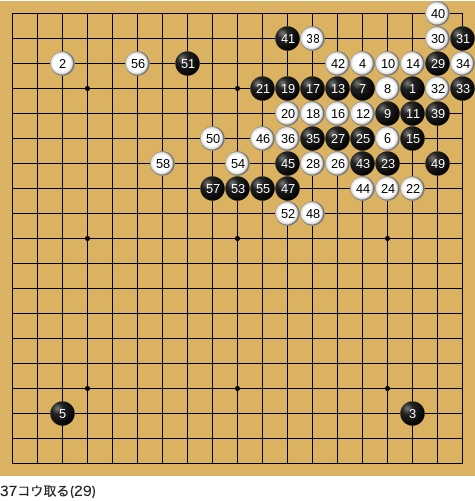
プレーオフ決勝（1-58手目）

山部は藤沢秀行、梶原武雄と並んで戦後派三羽烏と呼ばれ、1959年王座戦決勝、1962年日本棋院選手権戦挑戦、1964年囲碁選手権戦決勝に進出したがいずれも敗れており、初の大タイトル挑戦がかかっていた。4人によるプレーオフは、1局目で山部は藤沢に、橋本は高川に勝って決定戦に進出した。白番橋本は白8からの大斜ガケを仕掛け、これは橋本、山部両者とも得意とするところだった。黒25で43にノビて打つ変化が当時知られていたが、黒25に抜くのは新しい打ち方で、黒51までが新型となった。白52から競り合いだが、黒57とノビ切った時点では黒面白い。しかし直後に黒79で上辺に打ったのが方向違いで、白80から中央黒を攻められて形勢を損じた。その後も白が僅かにリードを続けたが、白192がヨセの手順ミスで、黒が逆転した。